# Kazimierz Wierzyński

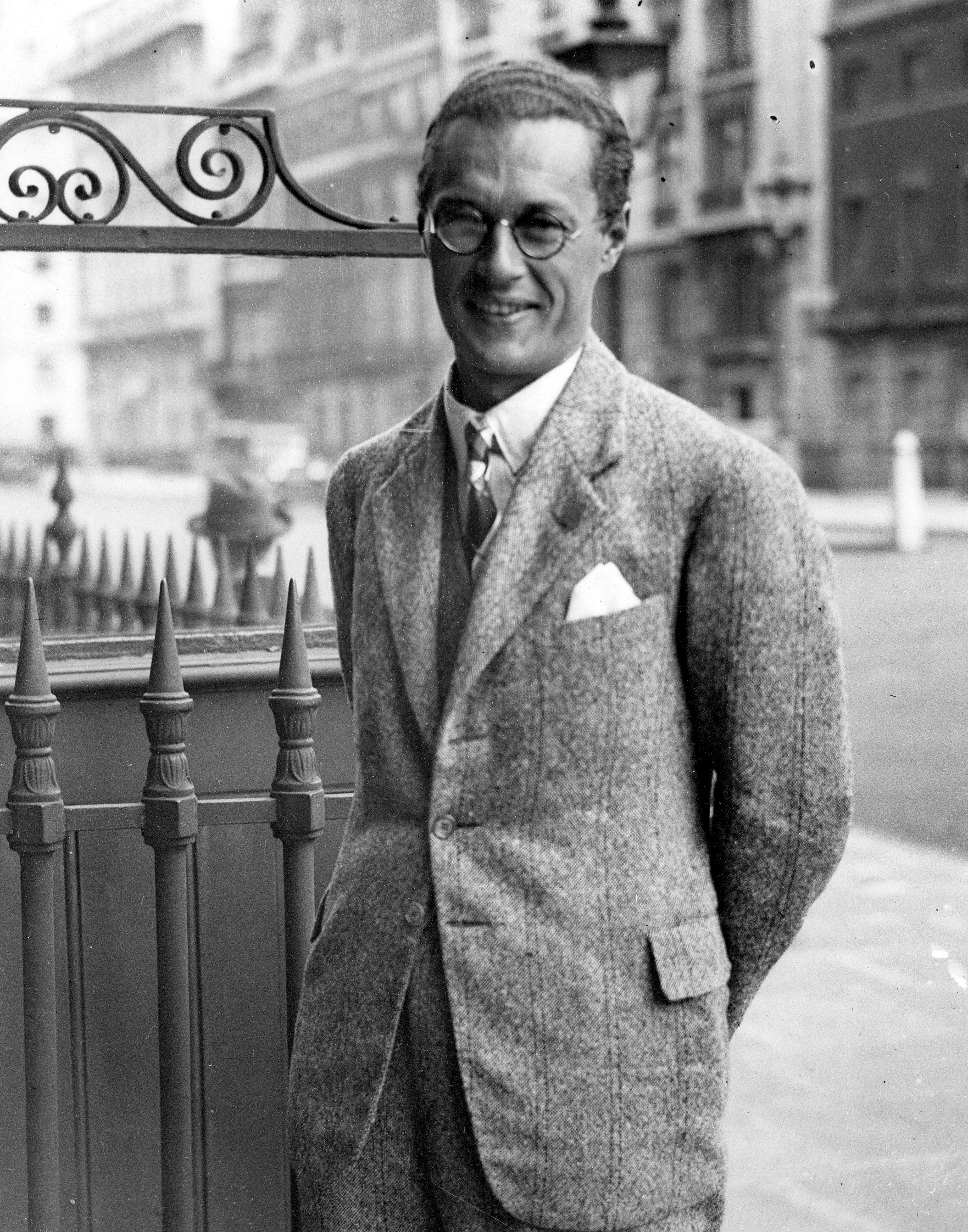
Kazimierz Wierzyński, 1928

Kazimierz Wierzyński (sinh ngày 27 tháng 8 năm 1894 tại Drohobycz, Vương quốc Galicia và Lodomeria - mất ngày 13 tháng 2 năm 1969 tại London) là một nhà thơ và nhà báo người Ba Lan. Ông là một thành viên của Viện Hàn lâm Văn học Ba Lan danh giá ở Đệ nhị Cộng hòa Ba Lan.

## Tiểu sử
Kazimierz Wierzyński cùng Julian Tuwim và ba nhà thơ khác sáng lập nên nhóm nhà thơ thử nghiệm Skamander. Tác phẩm Olympic Laurel (tiếng Ba Lan: Laur olimpijski, 1927)  giúp ông giành được huy chương vàng về thơ tại Thế vận hội Olympic 1928 ở Amsterdam. Tháng 9 năm 1939, sau cuộc xâm lược Ba Lan của Đức Quốc Xã, Kazimierz Wierzyński cùng vợ là bà Helena đã trốn khỏi Ba Lan, bôn ba qua Romania, Nam Tư, Ý, Pháp, và cuối cùng định cư tại Hoa Kỳ trong suốt gần hai mươi năm.
Những tác phẩm sau này của Kazimierz Wierzyński được viết trong cuộc sống lưu vong nên mang màu sắc u tối và có những nhận thức sâu sắc hơn về xã hội. Tác phẩm The Bitter Crop (1933) bao gồm các bài thơ viết về Hoa Kỳ. Trong khi đó, tác phẩm Forgotten Battlefield (1944) lại chứa đựng những câu chuyện về Chiến tranh thế giới thứ hai. Kazimierz Wierzyński qua đời tại London, nước Anh.